# Viktorie z Córdoby
Svatá Viktorie z Córdoby (?, Córdoba – 304, Córdoba) byla mučednice ve Španělsku. O jejím životě se zmiňuje svatý Eulogius z Córdoby.
Za pronásledování křesťanů císařem Diocletianem byla se svým bratrem sv. Acisklem zatčena a mučena. Podle tradice byla Viktorie zabita šípy a Acisklus byl sťat.
Příběh z 10. století vypráví, že římský prefekt Córdoby Dionus, je odsoudil k upálení v peci. Nicméně když je uslyšel, že uvnitř zpívají radostnou píseň a nic se jim nestalo, nechal jim uvázat na krk kameny a vhodit do řeky Guadalquiviry. Oheň mezi tím zabil stovky pohanů.
Se svým bratrem je patronkou Córdoby. Její svátek se slaví 17. listopadu.